# Kobe Goossens
Kobe Goossens (* 29. April 1996 in Löwen) ist ein belgischer Radrennfahrer.

## Sportlicher Werdegang
Nach dem Wechsel in die U23 fuhr Goossens in den Jahren 2015 bis 2017 für die UCI Continental Teams Telenet Fidea und Marlux-Napoleon Games Cycling, ohne zählbare Erfolge aufzuweisen. Von 2018 bis 2009 war er Mitglied im Lotto Soudal Development Team. In dieser Zeit erzielte er seinen bisher größten Erfolg mit dem Gewinn der Gesamtwertung der Tour du Jura Cycliste 2019. 
Zur Saison 2020 wurde Goossens in das UCI WorldTeam von Lotto Soudal übernommen. Mit der Vuelta a España 2020 nahm Goossens erstmals an einer Grand Tour teil und schloss diese auf Platz 24 in der Gesamtwertung ab. Bei der Tour de Romandie 2021 gewann er die Bergwertung.
Im August 2021 wurde bekannt, dass Goossens zur Saison 2022 zum Team Intermarché-Wanty-Gobert Matériaux wechselt. Nachdem er in der Saison 2022 ohne zählbaren Erfolg geblieben war, entschied er gleich zu Beginn der Saison 2023 zwei Rennen der Mallorca Challenge für sich. 2024 war sein bestes Ergebnis der sechste Platz bei Eschborn–Frankfurt.

## Erfolge
2018
- Nachwuchswertung Tour du Jura Cycliste

2019
- Gesamtwertung und eine Etappe Tour du Jura Cycliste
- Bergwertung Circuit des Ardennes

2021
- Bergwertung Tour de Romandie

2023
- Trofeo Andratx-Mirador D'es Colomer
- Trofeo Serra de Tramuntana

## Grand-Tour-Platzierungen
| Grand Tour            | 2020 | 2021 | 2022 | 2023 | 2024 |
| --------------------- | ---- | ---- | ---- | ---- | ---- |
| Giro d’ItaliaGiro     | –    | DNF  | –    | –    | –    |
| Tour de FranceTour    | –    | –    | 46   | −    | 69   |
| Vuelta a EspañaVuelta | 24   | –    | –    | DNF  | DNF  |